# Augustin Barruel
Augustin Barruel (2. října 1741 ve Villeneuve-de-Berg – 5. října 1820 v Paříži) byl jezuitský kněz a polemický katolický publicista. Je známý svou konspirační teorií o původu Velké francouzské revoluce, podle které ji zorganizovaly a provedly tajné společnosti a nešlo o spontánní povstání lidu. Původ Velké francouzské revoluce připisuje zejména bavorským iluminátům a svobodným zednářům. Po vyhnání jezuitů z Francie působil v českých zemích, v roce 1768 byl v Chomutově vysvěcen na kněze. Do Francie se vrátil jako vychovatel v rodině uherského šlechtice. Po návratu začal publikovat a v letech 1797 až 1799 vydal ve čtyřech svazcích své stěžejní dílo, Paměti ukazující dějiny jakobínství.